# Кацуџо Ниши
Кацуџо Ниши (西 勝造, にし•かつぞー, Nishi Katsuzō; 1884–1959) био је јапански инжењер, учитељ аикидоа, најпознатији као аутор Нишијевог Система здравља.

## Биографија
Кацуџо Ниши је рођен као слабо и болешљиво дете 1884. године у Јапану. Лекарске дијагнозе му нису давале више од 19 година живота. Захваљујући истраживању и примени источне и западне медицине успео је да створи читав систем за очување здравља познатији као Нишијев Систем здравља. После публиковања његове теорије, 1927. године, почели су да му долазе људи из свих крајева света. На крају је напустио дужност главног инжењера токијског општинског метроа Архивирано на веб-сајту  (24. децембар 2015) и остатак живота потпуно посветио питањима оздрављења. Шест правила здравља чине саставни део Нишијевог Система. Умро је 1959. године у 75. години живота, када је просечни животни век био 44. године. Заслуга Нишија се састоји у томе што је он из огромне количине материјала изабрао најважније и објединио у Систем који свако може да примењује независно од пола и узраста. Систем Нишија није само скуп правила и вежби, већ је углавном начин живота којим се стиче навика да се живи у сагласности са законима природе.